# Jan Van Der Auwera
Jan Van Der Auwera est un footballeur belge né le 9 janvier 1924 à Malines (Belgique) et mort le 17 mars 2004.

## Biographie
Jan Van Der Auwera a été défenseur au Racing Club Mechelen, club qui occupe à ce moment-là les places d'honneur du championnat de Belgique: troisième en 1950 et en 1951, deuxième en 1952 et quatrième en 1953.
Van Der Auwera a  également joué en équipe de Belgique : Il est 23 fois international de 1949 à 1954.

## Palmarès
- International belge A de 1949 à 1954 (23 sélections).
- Champion de Belgique de deuxième division en 1948 avec le KRC Malines.
- Vice-Champion de Belgique en 1952 avec le KRC Malines.
- Finaliste de la Coupe de Belgique en 1954 avec le KRC Malines.